# Patxi Lazcoz
Francisco Javier Lazcoz Baigorri (Pamplona, 30 d'agost de 1965), més conegut com a Patxi Lazcoz o Patxi Lazkotz en grafia basca, és un polític del País Basc, va ser alcalde de Vitòria pel Partit Socialista d'Euskadi des de les eleccions municipals de 2007 fins a 2011 i membre del Comitè Nacional del PSE.

## Biografia
Va néixer a Pamplona, però en la seva joventut es va traslladar a Vitòria. Llicenciat en Dret per la Universitat de Deusto, la seva incursió en l'activitat política es va iniciar en 1991, quan va ser escollit Regidor a Vitòria. Durant els set primers anys va ocupar a l'Ajuntament diferents responsabilitats, quedant com a regidor sense delegació el 1998 en trencar-se els acords entre el Partit Socialista i el Partit Nacionalista Basc que ocupava l'alcaldia. El 2003 va ser cap de llista dels socialistes a l'ajuntament de Vitòria i portaveu de la seva formació i el 2007 el PSE va obtenir la majoria relativa i va ser nomenat Alcalde.
A les eleccions municipals espanyoles de 2011 es va tornar a presentar com a candidat a l'alcaldia, perdent un gran suport en les urnes. Va perdre ni més ni menys que 13.128 vots i 3 regidors, i descendint més de 12 punts i mig de percentatge, la qual cosa el va fer passar de primera a tercera força i perdre l'alcaldia. És l'alcalde de Vitòria que menys ha durat en el càrrec. Una sola legislatura. Des de llavors, exerceix com a portaveu del grup del PSE-EE a l'ajuntament de Vitòria.